# Difenilamina
Difenilamina é o composto orgânico com a fórmula (C6H5)2NH. É um sólido incolor, mas amostras são frequentemente amarelas devido a impurezas oxidadas.

## Preparação e reatividade
Difenilamina é produzida pela deaminação térmica de anilina sobre óxido catalisador:
2 C6H5NH2 → (C6H5)2NH  +  NH3
É uma base fraca, com uma KB de 10−14. Com ácidos fortes, forma sais solúveis em água.